# Altstadttheater Köpenick
Das Altstadttheater Köpenick ist ein Boulevard- und Unterhaltungstheater in der Altstadt von Berlin-Köpenick, direkt am Alten Markt, das mit dem 2010 gegründeten Zilles Stubentheater im Innenhof und der 2021 entstandenen Altstadtbühne im Vorderhaus zwei Bühnen vereint.

## Geschichte
Die Anfänge gehen auf 2007 zurück, als der heutige Direktor des Theaters, Albrecht Hoffmann, in der historischen Figur des Heinrich Zille vor dem Zille-Museum im Nikolaiviertel Stadtführungen für Touristen durchführte. Durch die steigende Nachfrage gründete er am 16. Oktober 2010 Zilles Stubentheater, damals noch in der Grünstraße in Köpenick mit 12 Sitzplätzen, wo er als Heinrich Zille Altberliner Kabarett veranstaltete.
2016 zog er mit dem Theater in die unter Denkmalschutz stehende alte Hufschmiede in der Jägerstraße am Alten Markt um, wodurch ein neues Theater mit 45 Sitzplätzen entstand. Neben den von Albrecht Hoffmann inszenierten Zille-Programmen kamen hier diverse Kabarett-Programme, Musiktheater, Kindertheater und Kleinkunst befreundeter Künstler sowie Gastspiele zur Aufführung.
Im Zuge des Lockdowns 2020 waren aufgrund der nicht einzuhaltenden Abstandsregelung in diesem Theater keine Aufführungen mehr möglich. Durch die freiwerdenden Räumlichkeiten im Vorderhaus konnte jedoch eine zweite Bühne mit ausreichend Sitzmöglichkeiten sowie ein Theater eigenes Café geschaffen werden. Seit Ende des Lockdowns werden beide Bühnen zum Teil parallel bespielt und der Spielbetrieb weiter ausgebaut. Im Herbst 2022 stiegen der Regisseur und Schauspieler Benjamin Stoll sowie die Schauspielerin Loretta Müller in die Theaterleitung ein. In diesem Zuge kam es zur Namensänderung und Zilles Stubentheater wurde zum Altstadttheater Köpenick erweitert. Im Februar 2023 feierten sie mit dem Theaterstück Einfach Audrey – der große Audrey Hepburn Abend die erste hauseigene Theaterproduktion.

## Spielstätten

### Zilles Stubentheater

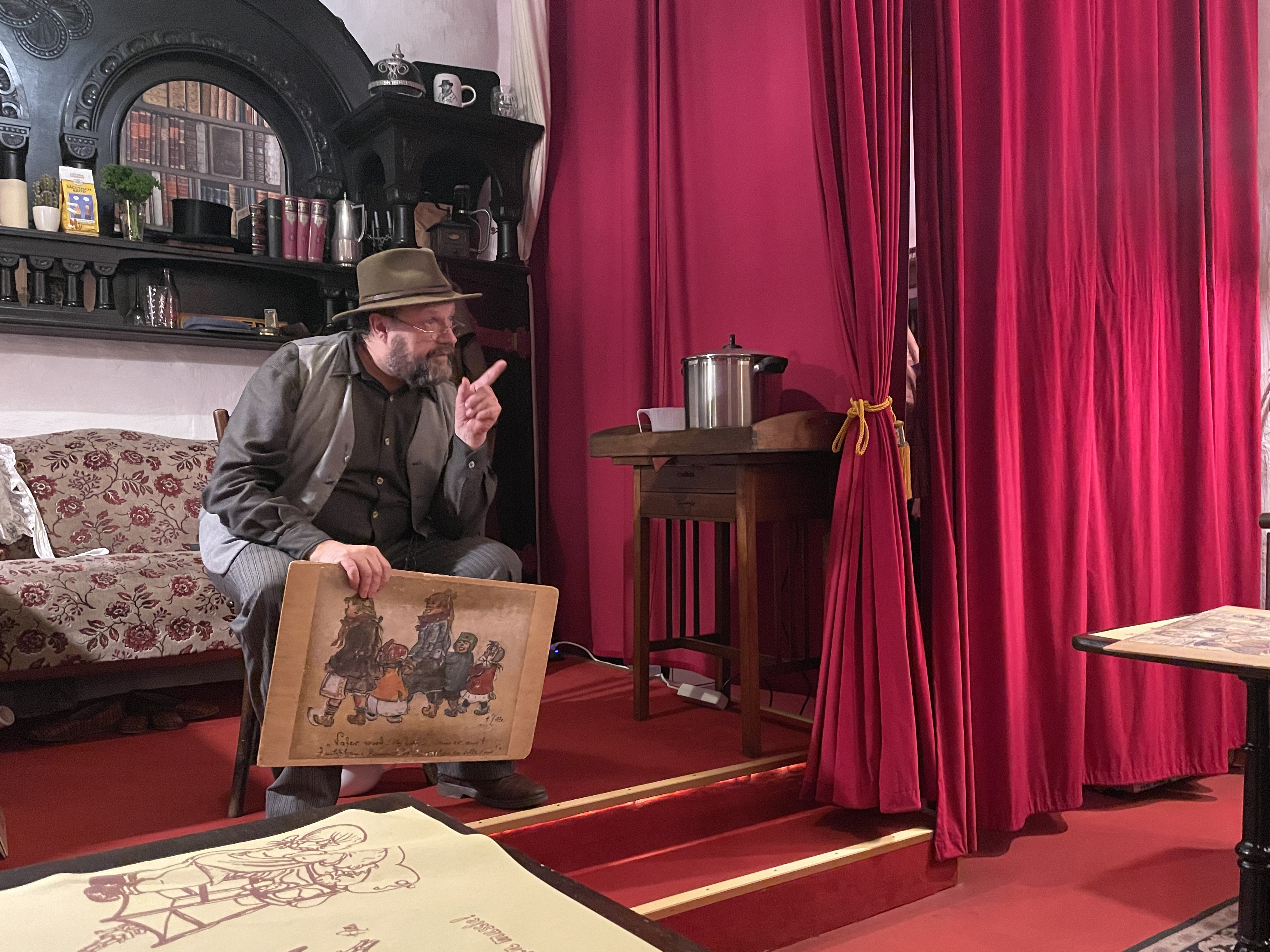
Albrecht Hoffmann als Heinrich Zille in Zilles Stubentheater

Herzstück des Theaters ist Zilles Stubentheater in der unter Denkmalschutz stehenden alten Hufschmiede im Hinterhof. Die Innenausstattung ist nahezu vollständig an das Berlin der 1920er Jahre angelehnt und verbindet die Bühne samt ihrer Einrichtung mit dem Zuschauerraum. Zilles Stubentheater bietet zwischen 25 (bei Dinner-Veranstaltungen) und 35 Sitzplätzen.

### Altstadtbühne

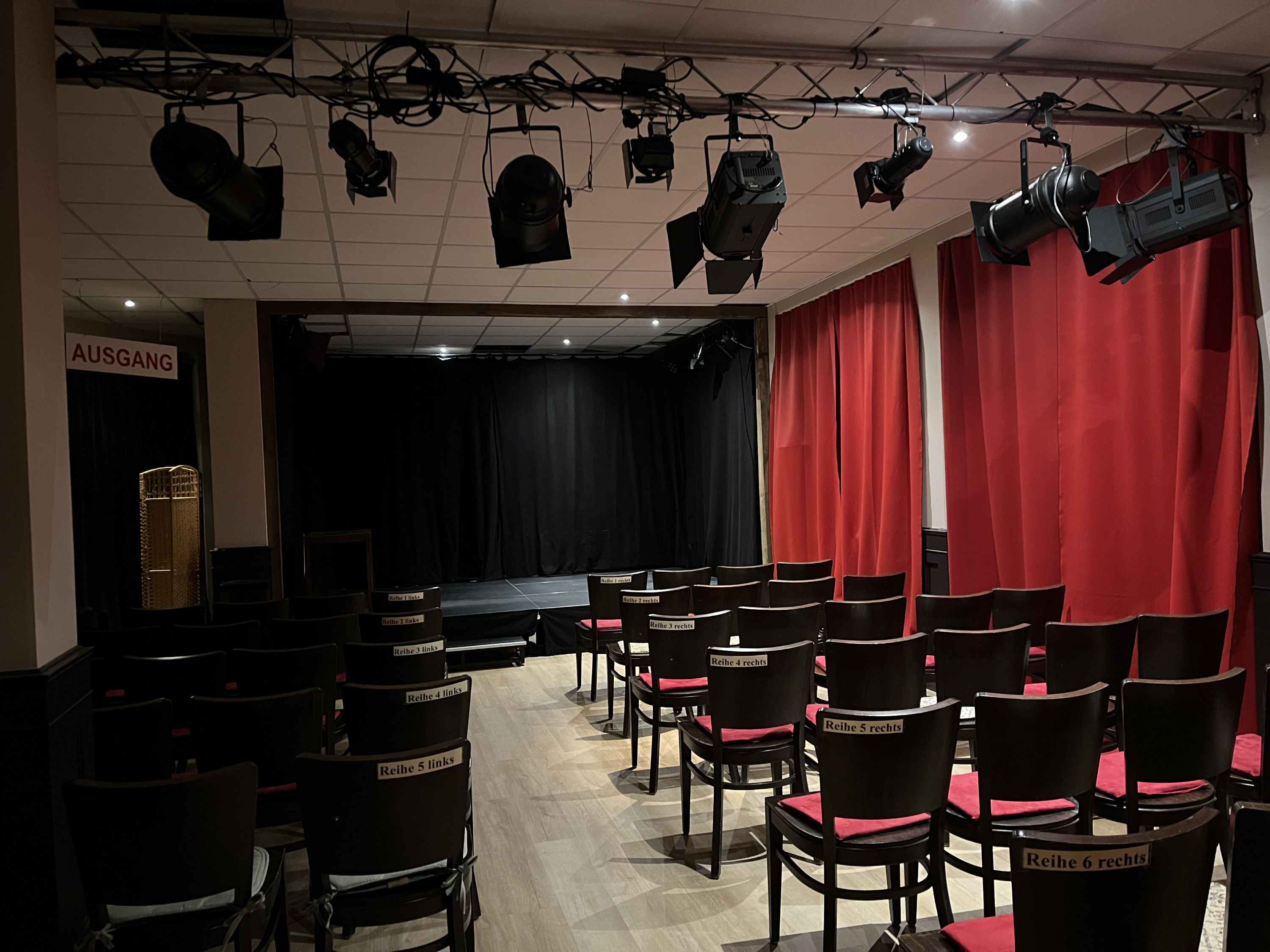
Die Altstadtbühne im Vorderhaus mit bis zu 60 Sitzplätzen

Die im Jahre 2021 entstandene Altstadtbühne im Vorderhaus umfasst bis zu 60 Sitzplätze. Die klimatisierten Räumlichkeiten bieten mit ihrer Licht- und Beschallungstechnik ausreichend Platz für hauseigene Theaterproduktionen und Gastspiele.

### Theater-Café

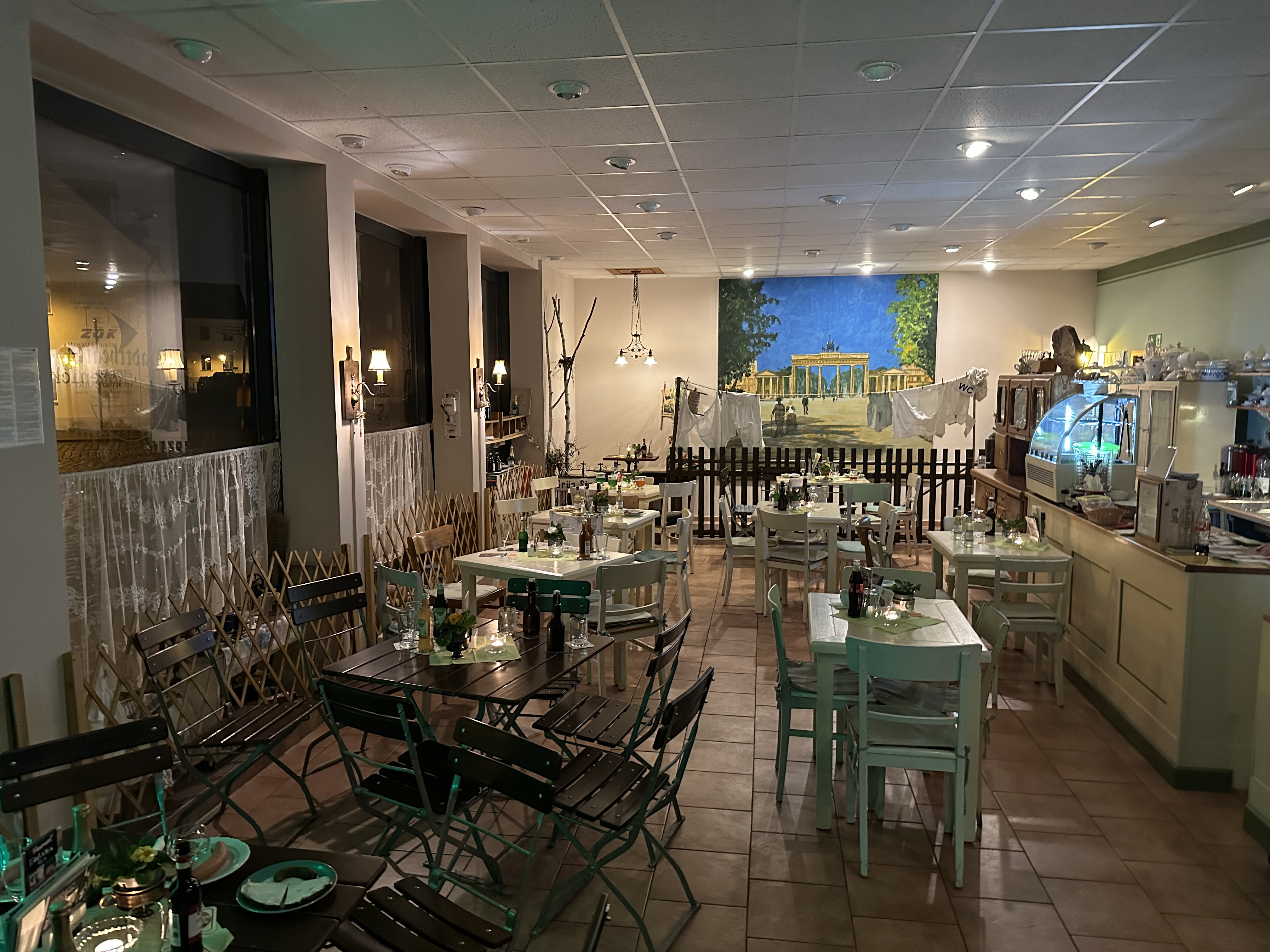
Das Theater-Café als Gast- und Spielstätte

An die Altstadtbühne angrenzend befindet sich das Theater-Café, in dem die Gäste vor der Veranstaltung und während der Pause bewirtet werden. Das Theater-Café dient bei Dinnerveranstaltungen auch als Spielstätte, bei der die Künstler zwischen den Tischen agieren.